# Meister von Meßkirch

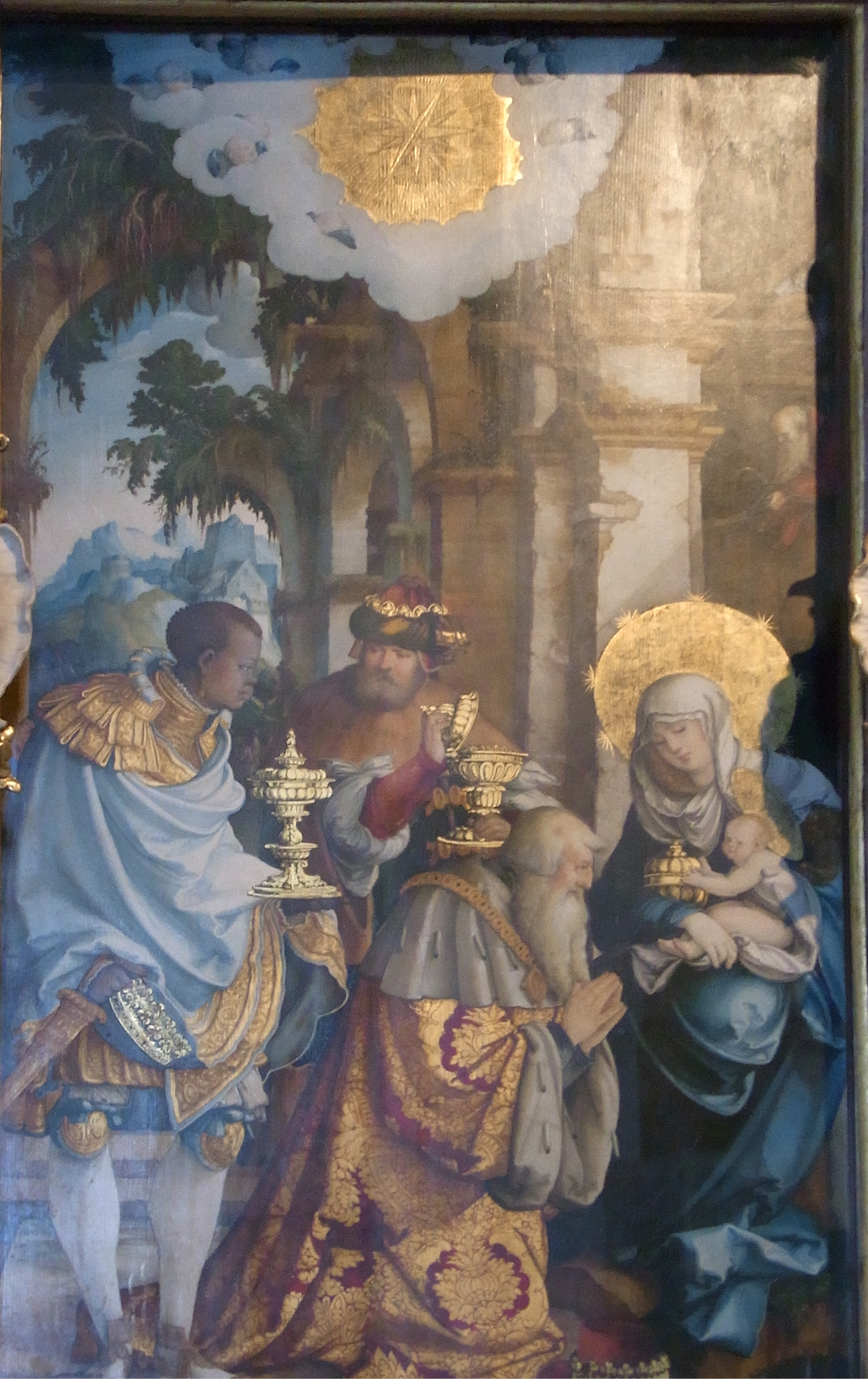
Dreikönigsbild, Mitteltafel des ehemaligen Hochaltars der St. Martinskirche in Meßkirch

Als Meister von Meßkirch (tätig zwischen 1515 und 1540) wird ein namentlich nicht bekannter deutscher Maler der Renaissance bezeichnet, der zu den bedeutenden Künstlern des 16. Jahrhunderts in Deutschland gerechnet wird.

## Entwicklung der Namenszuschreibungen
Joseph von Laßberg hatte die von ihm wiederentdeckten Bilder aus Sankt Martin in Meßkirch bekannt gemacht, als er zwischen 1816 und 1821 mindestens zwei Mitteltafeln und 15 teilweise beidseitig bemalte Seitentafeln an die Sammlung Hirscher veräußerte. Später wurden auch andere Werke, wie der Wildensteiner Altar, der durch Erbgang in die Fürstlich Fürstenbergische Sammlungen gelangt war, diesem Maler zugeschrieben.
Die kontroversen Zuschreibungsdiskussionen der jungen Kunstwissenschaft versuchten die durch die Säkularisation freigewordenen und nun meist in Privatsammlungen zu findenden altdeutschen Kulturgüter einzuordnen.
Gustav Friedrich Waagen hatte auf einer Studienreise sowohl Joseph von Laßbergs als auch Hirschers Sammlung besucht und 1848 die Werke dieses unbekannten Malers Barthel Beham zugeschrieben. Sulpiz und Melchior Boisserée brachten im Zuge der Restaurierung des Donaueschinger Bestandes in den Jahren 1837/38 bei Mattenheimer wegen der sehr starken motivischen Anleihen bei Albrecht Dürer dessen zeitweiligen Ateliermitarbeiter Hans Schäufelin ins Gespräch. Aber sowohl Alfred Woltmann als auch Hubert Janitschek und Wilhelm von Bode schlossen sich zunächst der Zuschreibung an Barthel Beham an.
Die Abgrenzung von Beham erfolgte 1893 durch Karl Koetschau, der den von Adolf Bayersdorfer 1882 in einem „Katalog der im germanischen Museum befindlichen Gemälde“, als „Meister des Meßkircher Altars“ eingeführten und von Robert Vischer 1885 verkürzten Namen „Meister von Meßkirch“ verwendete.

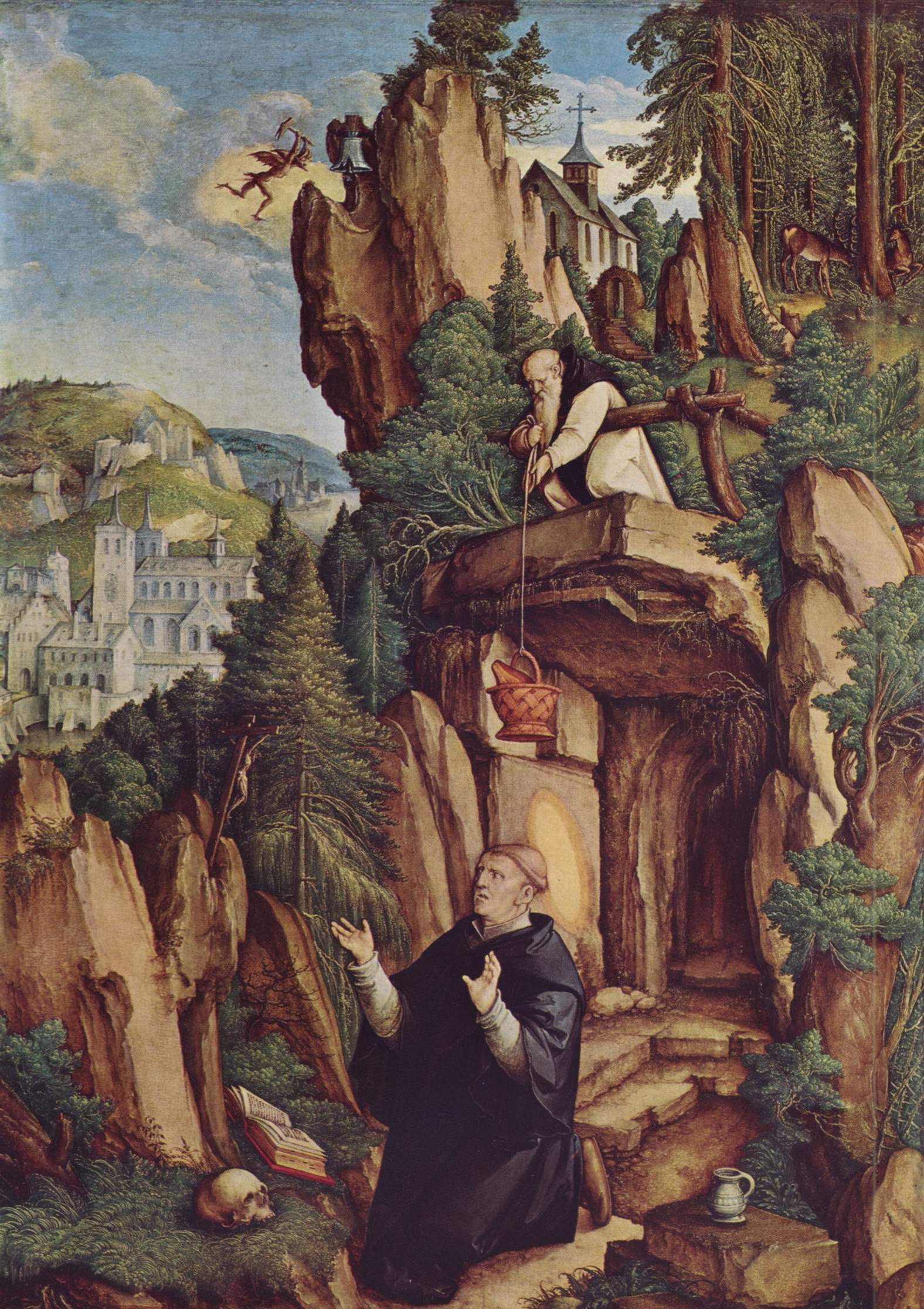
Der Heilige Benedikt als Einsiedler im Gebet. Die Tafel mit der angeblichen Signatur

Mit der Etablierung eines Namens und der Verortung im Raum um die Obere Donau wurden jetzt wiederum die Lokalforscher aktiv, die sich bemühten, den Meister mit Malern aus der Region in Verbindung zu bringen.
Ansgar Pöllmann stellte die Hypothese auf, dass der Meister von Meßkirch mit Jörg (oder Jerg) Ziegler gleichzusetzen sei und griff dazu auf einen manipulierten Bildbeweis zurück. Er behauptete einerseits, dass es kein unsigniertes Bild des Meisters von Meßkirch gebe und dass er auf der Tafel „Der Heilige Benedikt als Einsiedler im Gebet“ eindeutig die Signatur „1524 jergz“ identifizieren könne. Obwohl spätere, wiederholte Untersuchungen keine solche Signatur feststellen konnten, hielt sich die Pöllmann-These bis in die 1990er Jahre.
Der von Christian Altgraf zu Salms (1950) und Hans Dieter Ingenhoff (1962) archivalisch unbelegte Vorschlag einer Zuordnung zu Peter Strüb dem Jüngeren aus der Malerfamilie Strüb in ihren Dissertation wurde von Johann Adam Kraus widerlegt. Zur Zeit der Entstehung des Hauptwerkes in Meßkirch 1536 war Peter Strüb der Jüngere so erkrankt, dass er sich in das Veringer Stadtspital einkaufte und 1540 bei der Abfassung seines Testaments „bresthaft […] geführt, getragen und geschlaifft“ werden musste.
In der Johanniterkirche in Schwäbisch Hall der Sammlung Würth sind die Gemälde des Meisters von Meßkirch mit dem Klammerzusatz „(Joseph Maler aus Balingen?)“ ausgestellt. Ist dies Joseph Weiß aus der in Balingen archivalisch nachgewiesenen Malerfamilie Weiß? Auf Vorarbeiten von Paul Ganz und Walter Hugelshofer hatte Hans Rott 1933 in seinen Quellen- und Forschungsbänden zur Kunst im Bodenseeraum „Balingen und die Maler Weiss“ identifiziert. Er teilte das Werk des Meisters von Meßkirch auf die von ihm identifizierten Mitglieder dieser Malerfamilie auf: In ein Frühwerk, das er dem Vater Marx Weiß dem Älteren zuschrieb, die Hauptwerke ab 1530 dem ältesten Sohn Joseph Weiß, den er als den eigentlichen Meister von Meßkirch ansah, und das spätere Werk, dem jüngeren Bruder Marx Weiß dem Jüngeren, den er als unselbständigen Werkstattgehilfen bezeichnete.

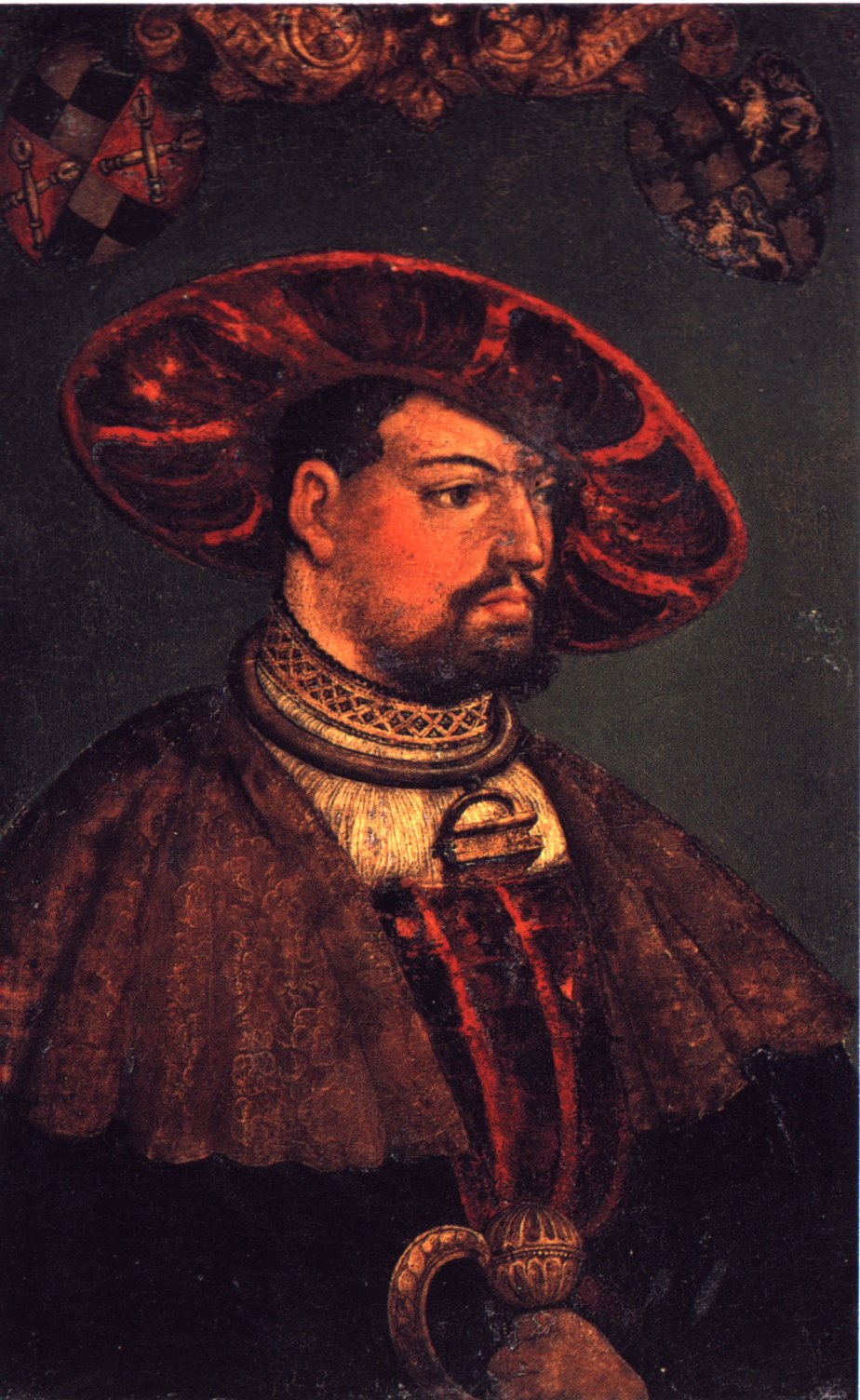
Meister von Meßkirch: Bildnis des Eitelfriedrich III. von Zollern (1494–1525), um 1520
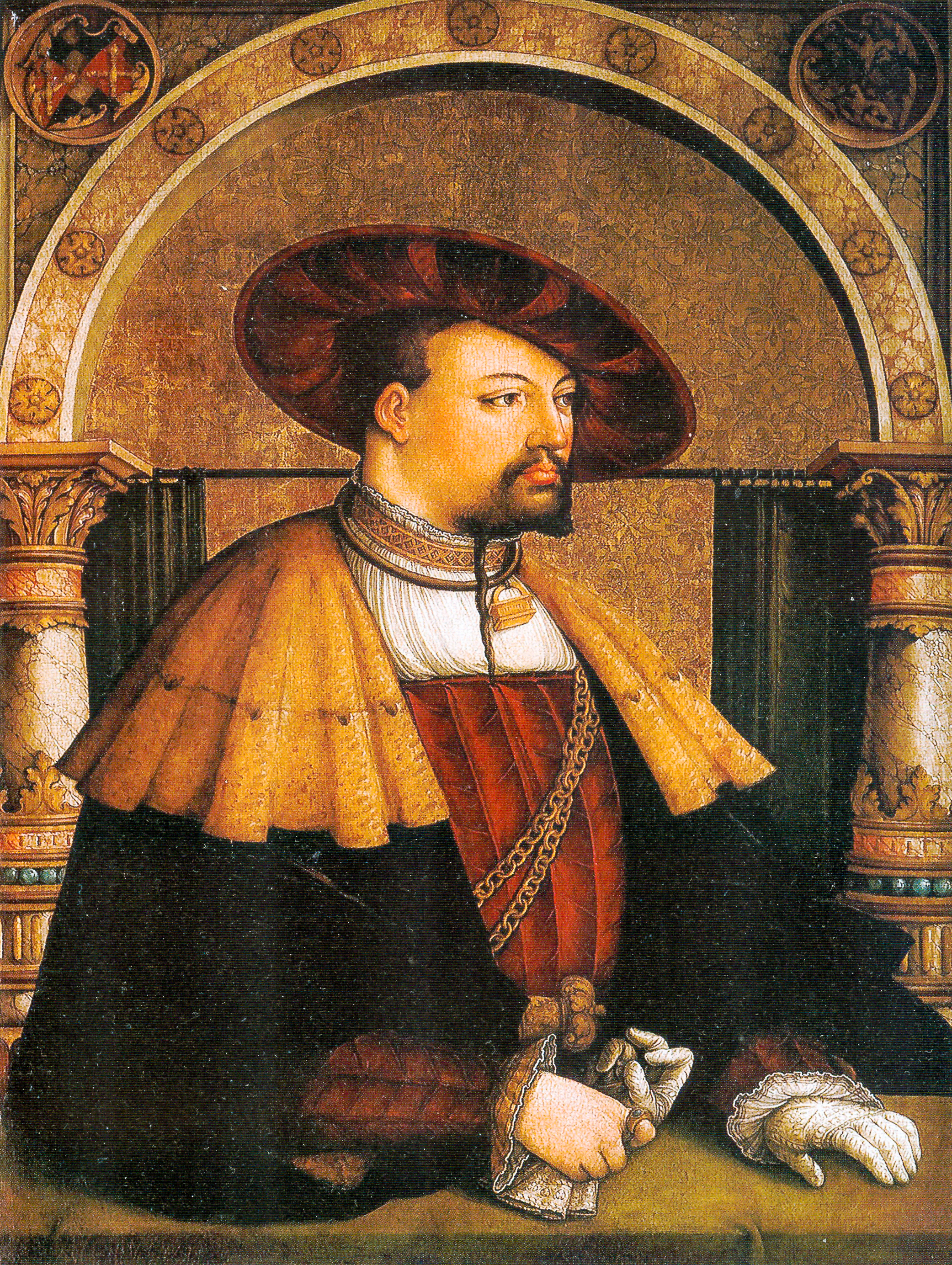
Joseph Weiß von Balingen: Bildnis des Eitelfriedrich III: von Zollern (1494–1525), 1561

Von den künstlerischen Tätigkeiten Joseph Weiß’ ist in Balingen, von einer Ausnahme abgesehen, nichts bekannt. Bei der Renovierung der Kugel der Kirchturmspitze der dortigen Stadtkirche fand man 1743 eine zwischenzeitlich verloren gegangene Urkunde aus dem Jahr 1541, die 1914 noch im Dekanatsarchiv vorlag. Im Stadtarchiv hingegen wurde die Kopie ordentlich verwahrt. Darin heißt es: „Ouch hat vergilt Joseph Weiß Maler zu Balingen den Sternen und den Mond daruf“. Es ist dies auch die einzige Urkunde, die den Namen Weiß explizit nennt.
Nun gibt es aber auch eine von Josef Hecht im Fürstlich Hohenzollerischen Archiv gefundene Rentkammernotiz von 1561: „Item uf den 7. tag Augusti wurden dem Meister Joseph, dem mahler zu Balingen, von meines gnäd. Herrn graf Carls herr vater Itelfriderichen seliger gedechtnus uf ein hülzin tafel 4 schuch hoch aufs fleißigest zu machen zahlt, laut zettels 24 fl. 4 bz.“ Er identifiziert dieses Bild mit dem 1561 postum geschaffenen Porträt Eitel Friedrich III. von Hohenzollern. Geht man jetzt davon aus, dass das Bild von 1520 und das von 1561 vom selben Maler oder auf einer gemeinsamen Vorlage beruhen, so ließe sich eine Identität, oder zumindest eine Werkstattzugehörigkeit von Joseph Weiß und dem Meister von Meßkirch konstruieren.

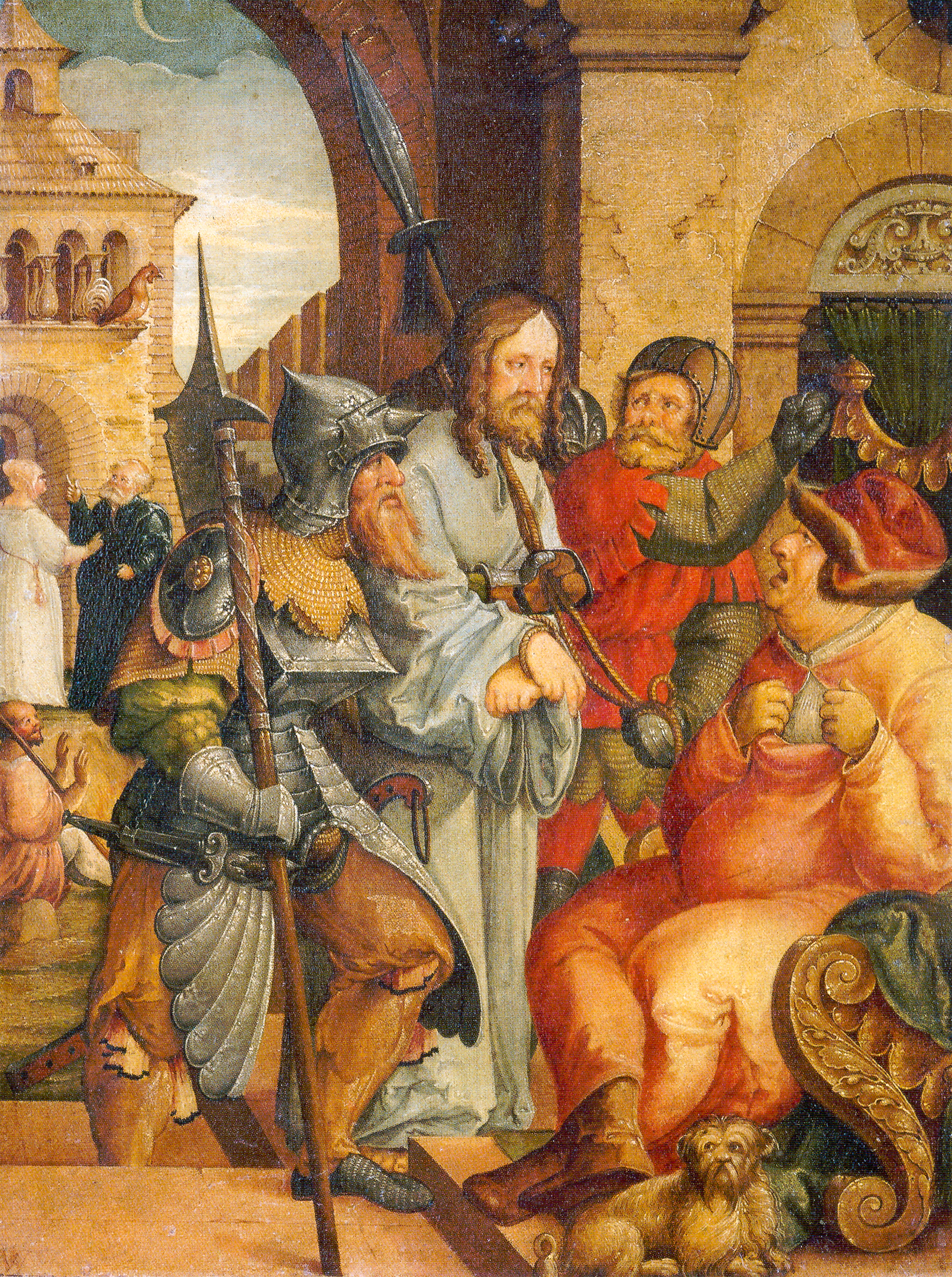
Christus vor Kaiphas und die Verleugnung Petri
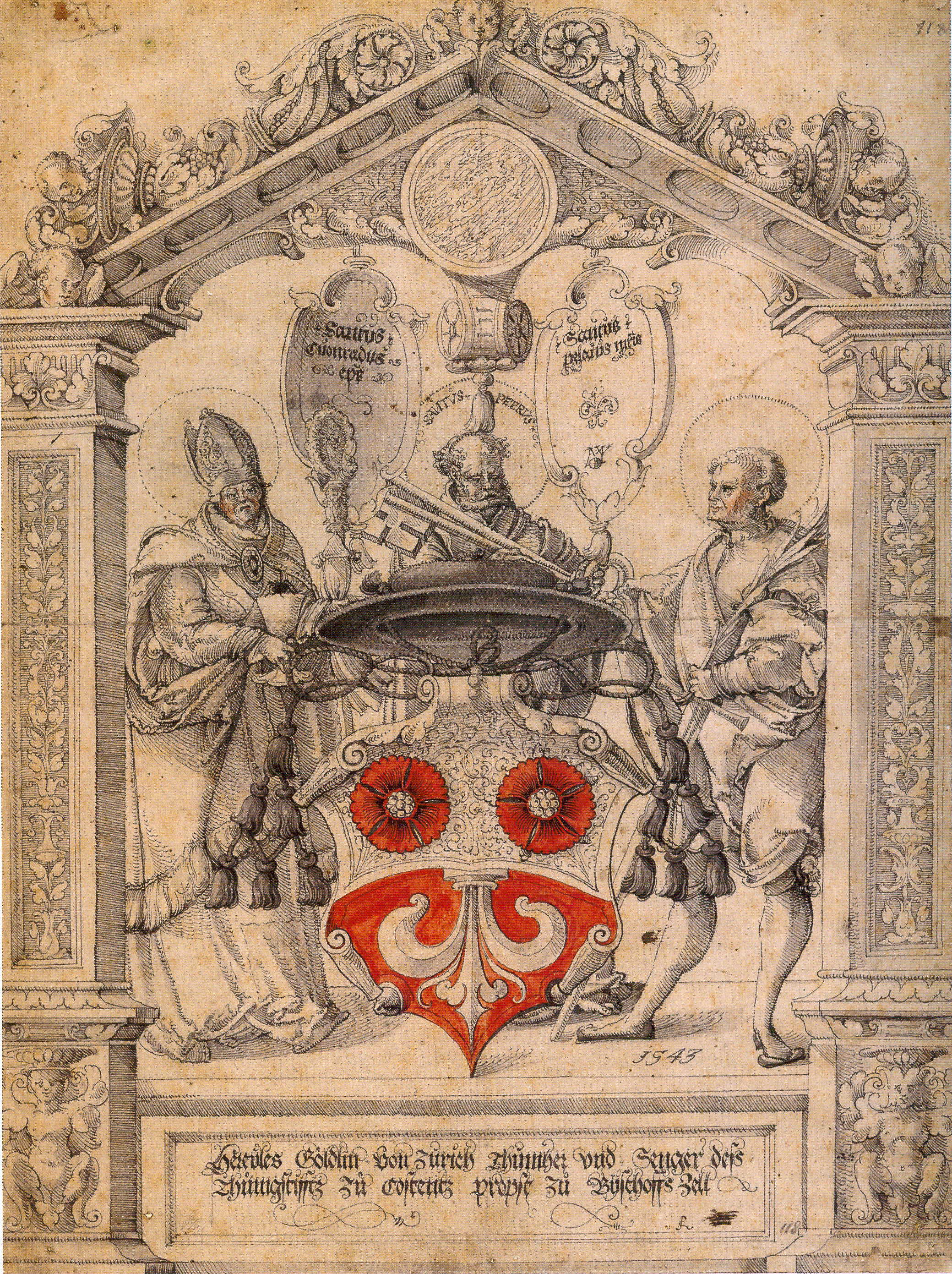
Scheibenriss des Hercules Göldlin
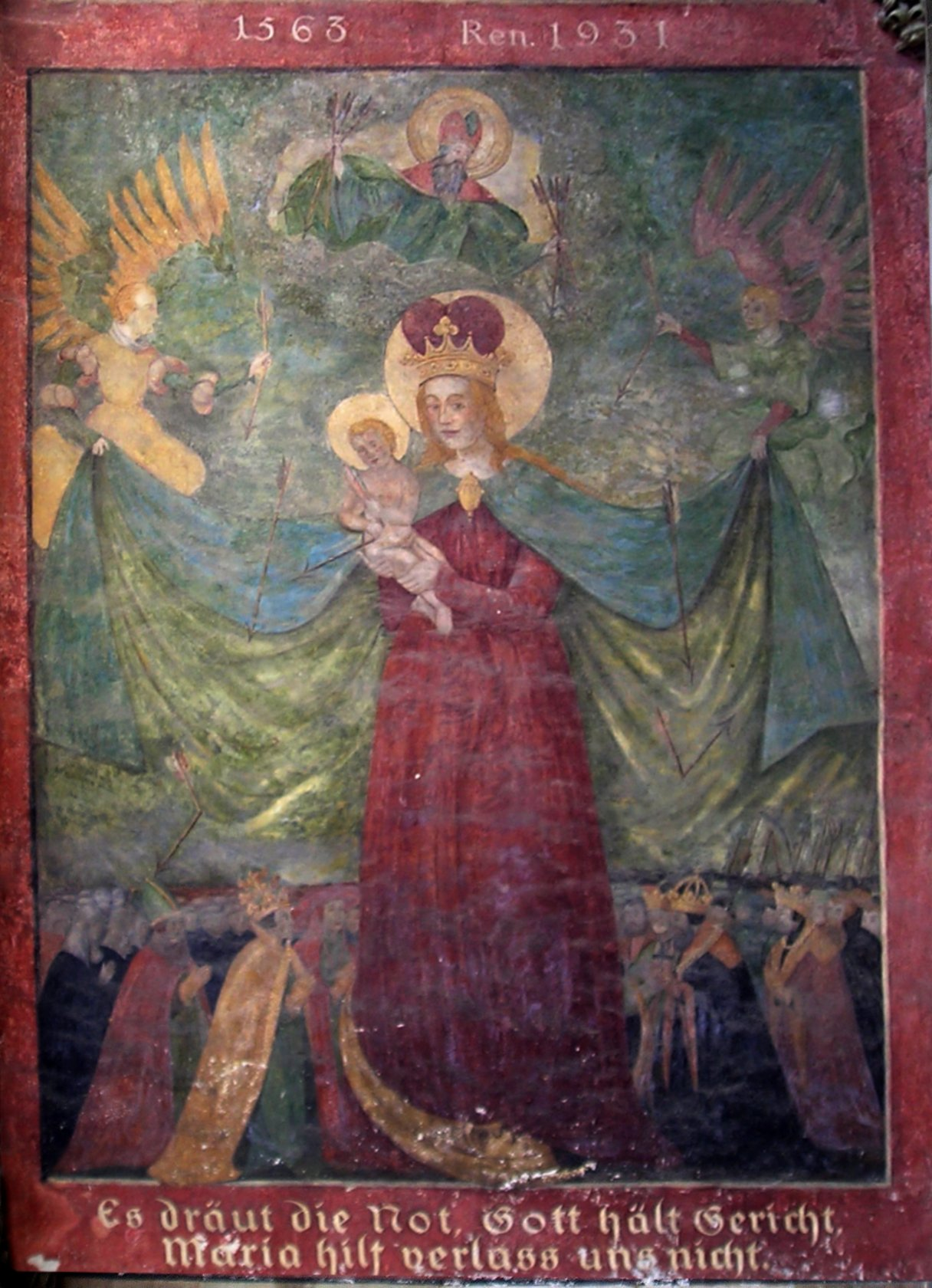
Schutzmantelmadonna, Nikolausmünster, Überlingen

Die auf Zinn gemalte, verkleinerte Kopie einer Mitteltafel der Nebenaltäre von St. Martin in Meßkirch, die sich im Louvre befindet (Christus vor Kaiphas und die Verleugnung Petri), ist unten links mit einem W signiert. Der Restaurator und Kunsthistoriker Bernd Konrad hat bei der Restaurierung des Chors des Münster von Reichenau-Mittelzell eine Signierung und Datierung (1555) durch Marx Weiß festgestellt, die der auf dem Züricher Göldlin-Scheibenriss entspricht. Ein ligiertes Monogramm mit eingestelltem, halbseitig geschachtetem Kreis: Mw, interpretiert als Marx Weiß, Bal(l)ingen. Es lässt sich feststellen, dass auf Basis von Vorlagen, die auf den Meister von Meßkirch beruhen, noch bis in die 1560er Jahre gearbeitet wurde. So wird auch eine Votivtafel für Johann von Ehningen-Neuneck († 1562) diesem Spätwerk zugeordnet. Es wäre dies das einzige Werk, das einem protestantischen Auftraggeber zuzuordnen wäre.
Wenn es also immer noch schwerfällt, das Werk einem konkreten Meister zuzuweisen, so ist zumindest zu erkennen, dass in der ersten Hälfte des 16. Jahrhunderts eine gemeinsame Werkstatt tätig war, in der auch Vorlagen ausgetauscht wurden und die einen gemeinsamen Malstil pflegte.

## Die Auftraggeber des Meisters von Meßkirch
Die frühesten Auftraggeber darf man im Umfeld der schwäbischen Adelshäuser zwischen Neckar und Donau vermuten. Altarstiftungen, Epitaphien und Einzelporträts. Man kann bei diesen Arten von Bildern von einer hohen Verlustrate ausgehen und ähnliche Werke im familiären Umfeld dieser Adelshäuser vermuten.
Die ältesten bekannten Werke des Meisters von Meßkirch sind das Doppelporträt Eitelfriedrich III und seiner Frau Johanna Corsselaar van Witthem (um 1520) und das Epitaph für die Familie von Bubenhofen (1523).
Der Schwerpunkt der erhaltenen Werke des Meisters von Meßkirch sind Altarbilder. Aus der Zeit um 1520 haben wir die so genannten Sigmaringer Marientafeln WD, benannt nach ihrem jetzigen Standort, die ursprüngliche Aufstellung ist unbekannt.
Eine Weitere ist die Beweinung Christi WD (um 1525), als eine Zusammenarbeit mit einem Bildschnitzer. Der Meister von Meßkirch steuert hier das Hintergrundbild für eine Beweinungsszene bei.
Zu dieser Zeit kam es auch zu einer ersten Zusammenarbeit mit den Herren von Zimmern. Diese waren nach einer schweren Krise wieder zu einer regionaler Größe aufgestiegen und bemühten sich auch um Rangerhöhung, was ihnen 1538 mit der Verleihung des Grafentitels gelang. Aus dieser Zeit stammen die Die Kreuzigung Christi WD (um 1530) und der Falkensteiner Altar WD (um 1530), beide für den privaten Gebrauch, und das Sigmaringer Hausaltärchen WD (1531) als Geschenk von Apollonia von Henneberg und Gottfried Werner von Zimmern zur Hochzeit ihrer Tochter Anna mit Jos Niklas II. von Zollern.
Im Jahre 1532 erhielt der Meister von Meßkirch einen Großauftrag von Veronika von Rietheim, die von 1521 bis 1551 amtierende Äbtissin des Klosters Heiligkreuztal war. Das Münster erhielt 1532 ein Gewölbe und das Refektorium, Kapitelsaal und Kreuzgang wurden mit einem Netzgewölbe versehen. Für die Ausmalung der Kirche wurde der Meister von Meßkirch beauftragt.
In der zweiten Hälfte der 1530er Jahre war der Meister von Meßkirch fest an das Haus Zimmern gebunden. Das erschließt sich nicht nur aus dem Auftragsvolumen seines Hauptwerks, der Altarausstattung der durch Gottfried Werner von Zimmern neu errichteten Stiftskirche St. Martin in Meßkirch, sondern auch aus den daraus erhaltenen Werken.
Gottfries Werner setzte damit nicht nur die 1467 verfügte Stiftung seines Großvaters Werner V. um, die durch die nachfolgenden Wirren von seinem Vater nicht umgesetzt werden konnte, sondern plante auch die neue Kirche als Grab- und Gedächtniskirche für sein Haus. Im Gegensatz zu den reformatorischen Tendenzen in Territorien und Reichsstädten seiner Nachbarschaft, aber auch aus dem persönlichen Erleben in seiner eigenen Stadt im Bauernkrieg, vertrat er eine starke altgläubige Tradition.
Aus Konstanz zog er den dort wegen der Reformation arbeitslos gewordenen Münsterbaumeister Lorenz Reder ab und ab 1535 beauftragte er den Meister von Meßkirch zur Ausführung der gesamten Altarausstattung. Das Programm orientierte sich an den Passionszyklen des Hallenser Stifts, die 1523 unter Albrecht von Brandenburg eingerichtet wurde und an der Berliner Stiftskirche, eingerichtet 1536 von Joachim II. von Brandenburg. Beides waren Vettern ersten beziehungsweise zweiten Grades von Apollonia von Henneberg. Da auch in Meßkirch die Kirche 1772 umgebaut wurde, die als einzige der drei Kirchen der Stadt katholisch geblieben war, wird über die Anzahl der Altäre spekuliert. Je nach Interpretation geht man von acht bis elf Nebenaltären aus. Auf elf Nebenaltäre kann man schließen, wenn man von den erhaltenen, goldgrundigen Innenflügelbildern ausgeht. Das sind je vier in den Fensternischen der Nord- und Südwand und je zwei an der Ostwand, den Chor flankierend, sowie ein Laienaltar vor dem Lettner. Archivalisch sind aber aus dem 17. und 18. Jahrhundert nur acht Nebenaltäre bezeugt. Erhalten haben sich zehn Mitteltafeln (davon eine als Kopie) und 58 (?) Stand-, beziehungsweise Flügelseiten.
Der Heilige Benedikt als Einsiedler im Gebet WD (um 1540) stellt das letzte gesicherte Werk des Meisters dar. Es wird vermutet, dass es als Andachtsbild eines Geistlichen diente, wobei dem wiederum seine Größe (106*75 cm) widerspricht. Eine heute nicht mehr sichtbare Inschrift unter der oberen, rückseitigen Einschubleiste lautet „S.Peter den 31 Jenner anno 1726“. Möglich wäre das Kloster St. Peter auf dem Schwarzwald, das zwischen 1724 und 1726 barock umgestaltet wurde.
Mit dem Bildnis des Eitelfriedrich III. von Zollern (1561) WD schließt sich der Kreis, einer Auftragsarbeit beruhend auf ein 40 Jahre älteres Bild, ausgeführt von der namentlich bekannten Person Joseph Weiß. Ist es der Meister selbst? Ist es einer der Werkstattmitarbeiter, der Zugriff auf alte Vorlagen hat? Auch in den Werken des Bruders Marx Weiß finden sich Anklänge an den Meister von Meßkirch. Marx Weiß suchte sich seine Auftraggeber jetzt im Bodenseeraum.

## Künstlerische Einflüsse
Wegen der strengen Zunftgesetze der Zeit ist davon auszugehen, dass der Meister von Meßkirch einen kanonischen Ausbildungsgang mit handwerklicher Lehre, Wanderzeit und Meisterprüfung absolvierte. Wo dies geschah, lässt sich aber nur erschließen. Man geht von einer ulmisch geprägten Werkstatt aus. Mit den Werken von Bartholomäus Zeitblom, Jörg Stocker und Martin Schaffner war er bekannt. Der von ihm konzipierte Basler Entwurf für den Meßkircher Hochaltaraufsatz setzt Kenntnis der Augsburger Retabelproduktion voraus. Ein nicht belegbares Schulverhältnis – es geht nicht nur um Motivübernahmen, sondern auch um Maltechniken – zu Hans Baldung und Hans Schäufelin wird auch von Claus Grimm argumentiert. Immer wieder finden sich auch Übernahmen von Motiven Albrecht Dürers. Dies beruht aber auf deren Verbreitung in Form der neuen Technik der Druckgrafik. Er fügte diese Vorlagen aber in neue, eigenschöpferische, schlüssige Kompositionen zusammen.
Bei den sogenannten Sigmaringer Marientafeln WD (1520), benannt nach ihrem jetzigen Standort, die ursprüngliche Aufstellung ist unbekannt, handelt es sich um die Vorder- und die Rückseite, heute gespalten von zwei Altarflügeln, die wahrscheinlich einen überhörten geschnitzten Mittelschrein flankierten. Die Außenseiten für die geschlossene Aufstellung mit starken Anlehnungen an Dürer, die Schauseiten, insbesondere das Dreikönigsbild an Hans Baldung. Der Vergleich mit dem Dreikönigsaltar von 1535 zeigt einerseits die weitere künstlerische Entwicklung, aber auch der bleibende Einfluss Hans Baldungs.

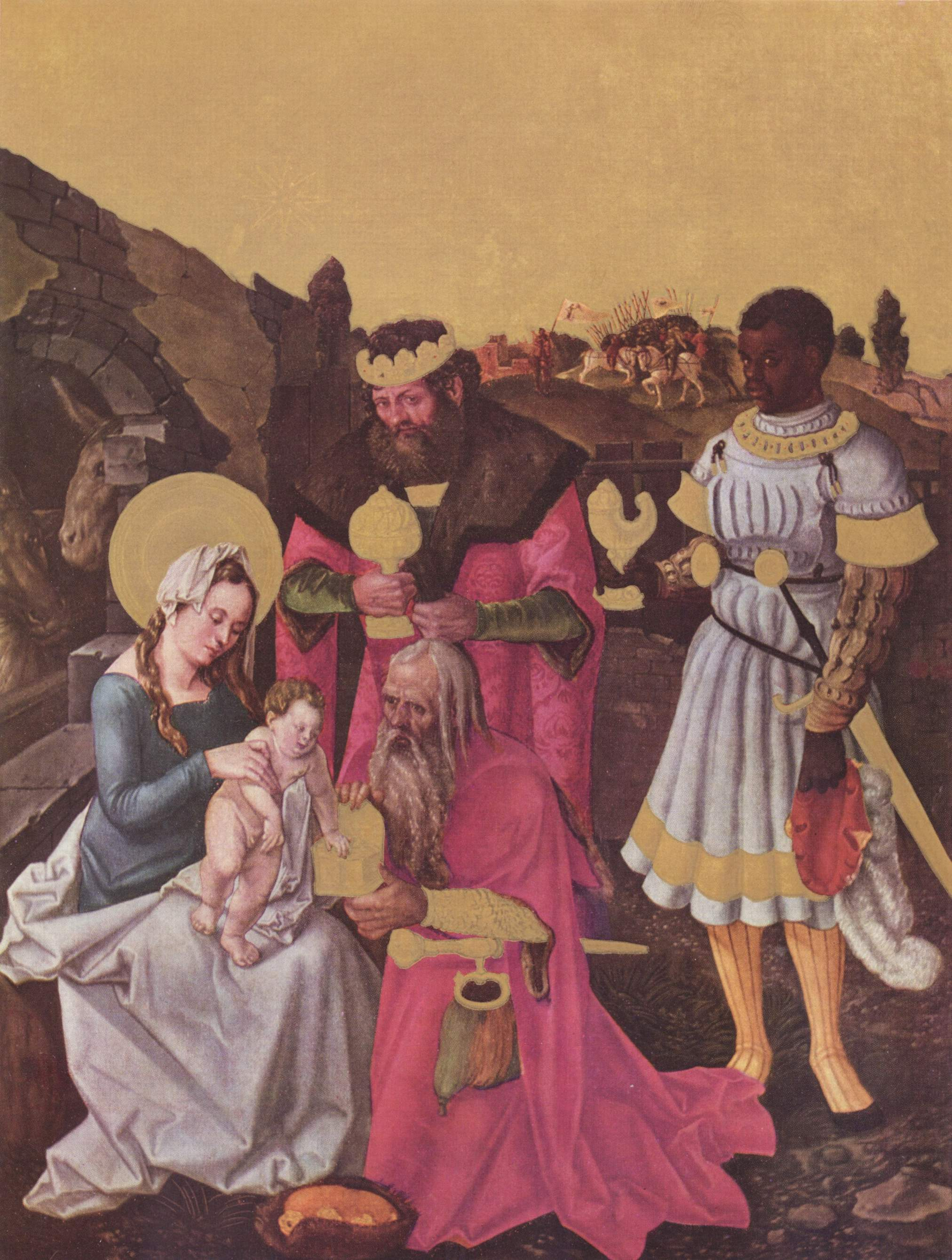
Hans Baldung: Flügel eines Marienaltares mit geschnitztem Schrein –  Anbetung der Heiligen Drei Könige (1510)
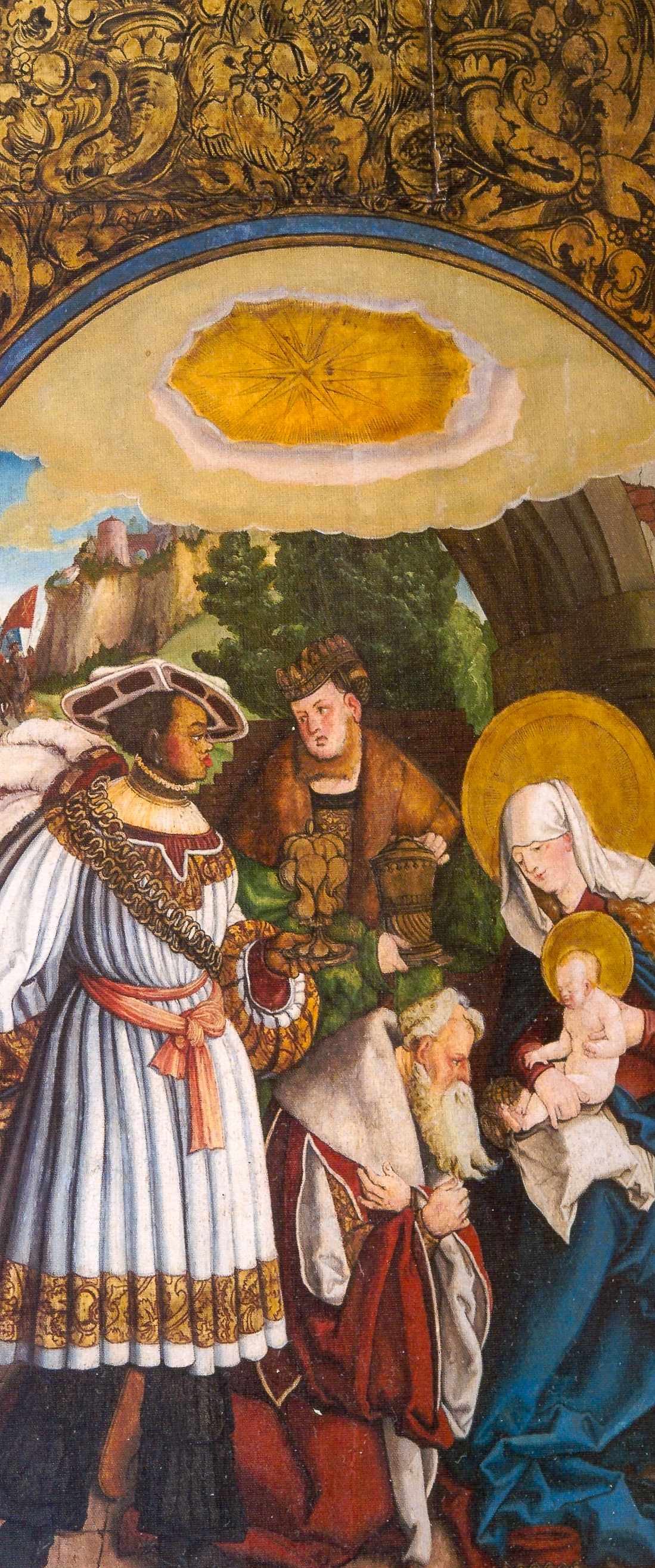
Meister von Meßkirch: Flügel eines Marienaltars mit geschnitztem Schrein – Die Anbetung der Heiligen Drei Könige (etwa 1520)
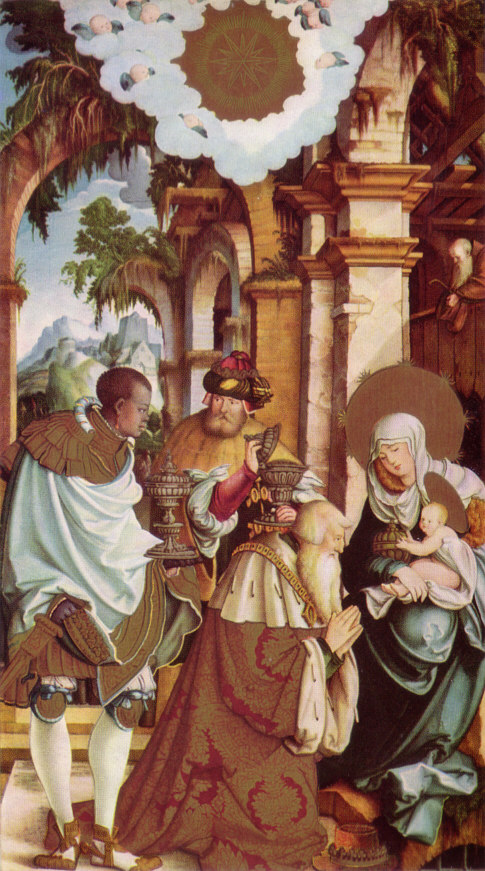
Das ehemalige Hochaltarretabel von St. Martin in Meßkirch – Die Anbetung der Heiligen Drei Könige (1535–1538)

Die Beweinung Christi WD (um 1525) ist ein Beispiel der Zusammenarbeit mit einem Bildschnitzer. Der Meister von Meßkirch steuert hier das Hintergrundbild für eine Beweinungsszene bei.

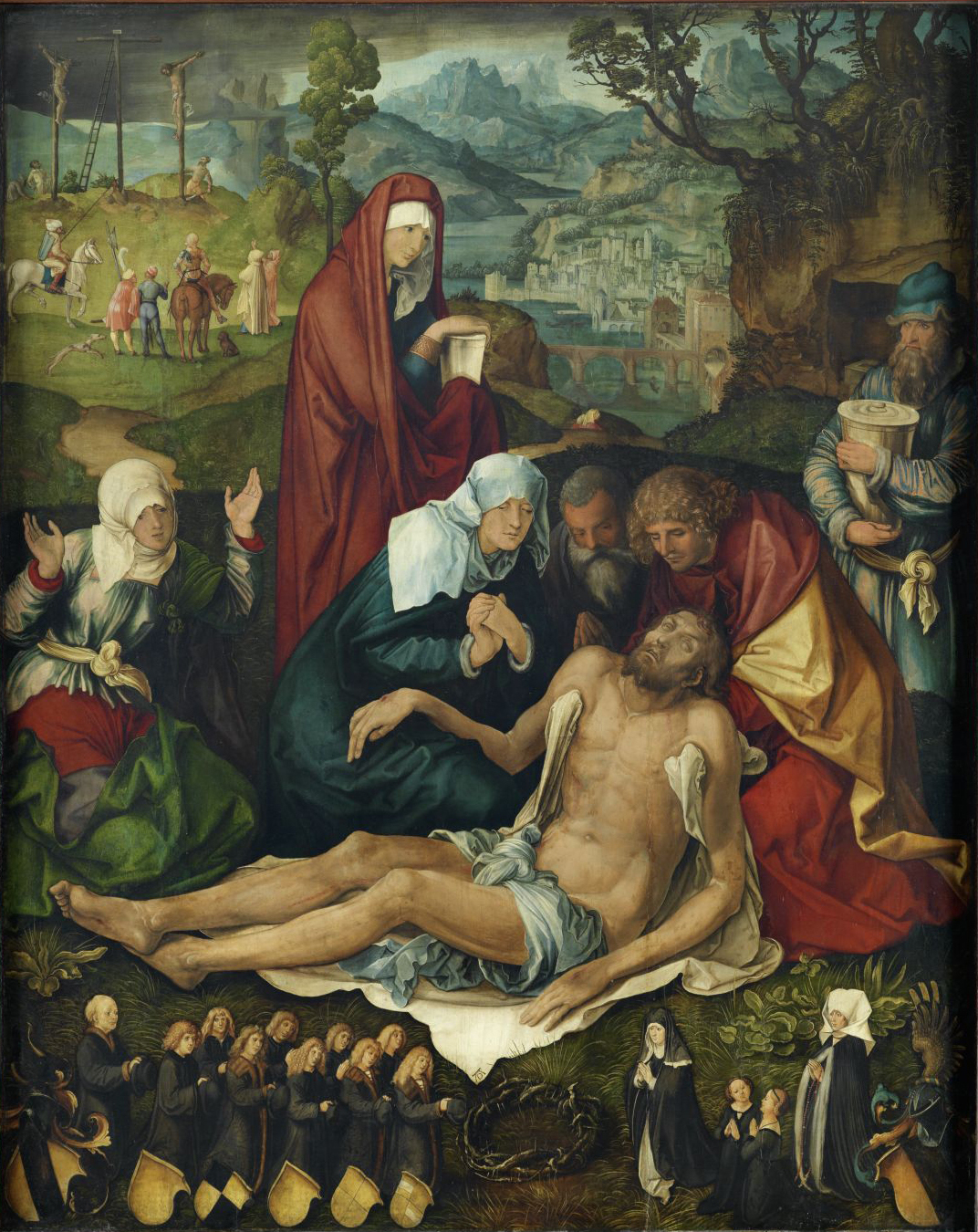
Albrecht Dürer – Holzschuhersche Beweinung (um 1498/99)
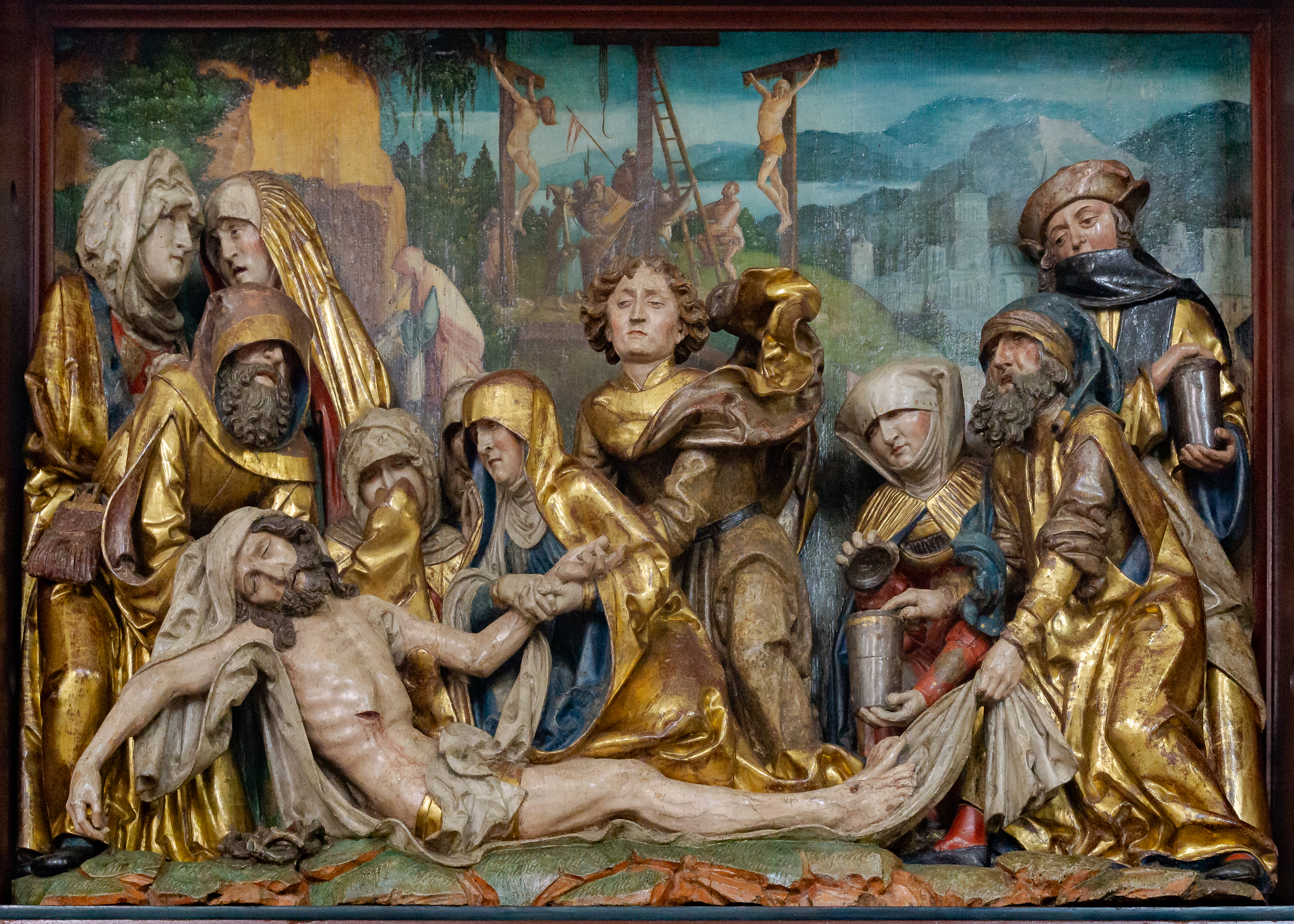
Unbekannter Schnitzer und Meister von Meßkirch – Hintergrundbild mit Kreuzabnahme und Grablegung mit Jerusalem und Seenlandschaft (um 1525)
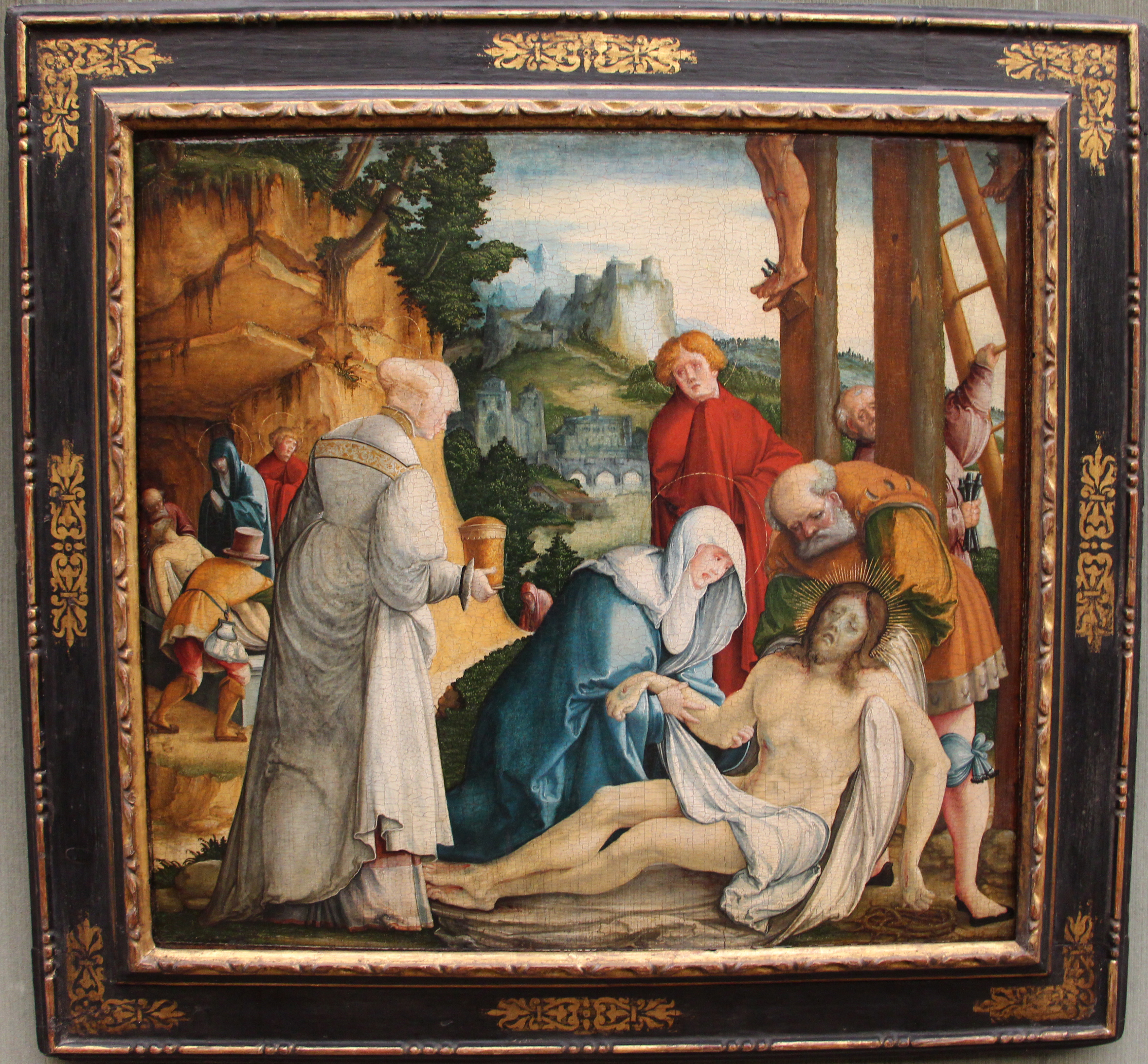
Meister von Meßkirch – Die Beweinung Christi und seine Grablegung (1535–1540)

Hier, wie auch beim Sigmaringer Hausaltärchen WD lässt sich erkennen, wie er aus einem Repertoire von Motiven, oder wie im Falle der Heiligen Agnes an stehenden Heiligen verfügt, die er im Zeitablauf aber weiter verfeinert.

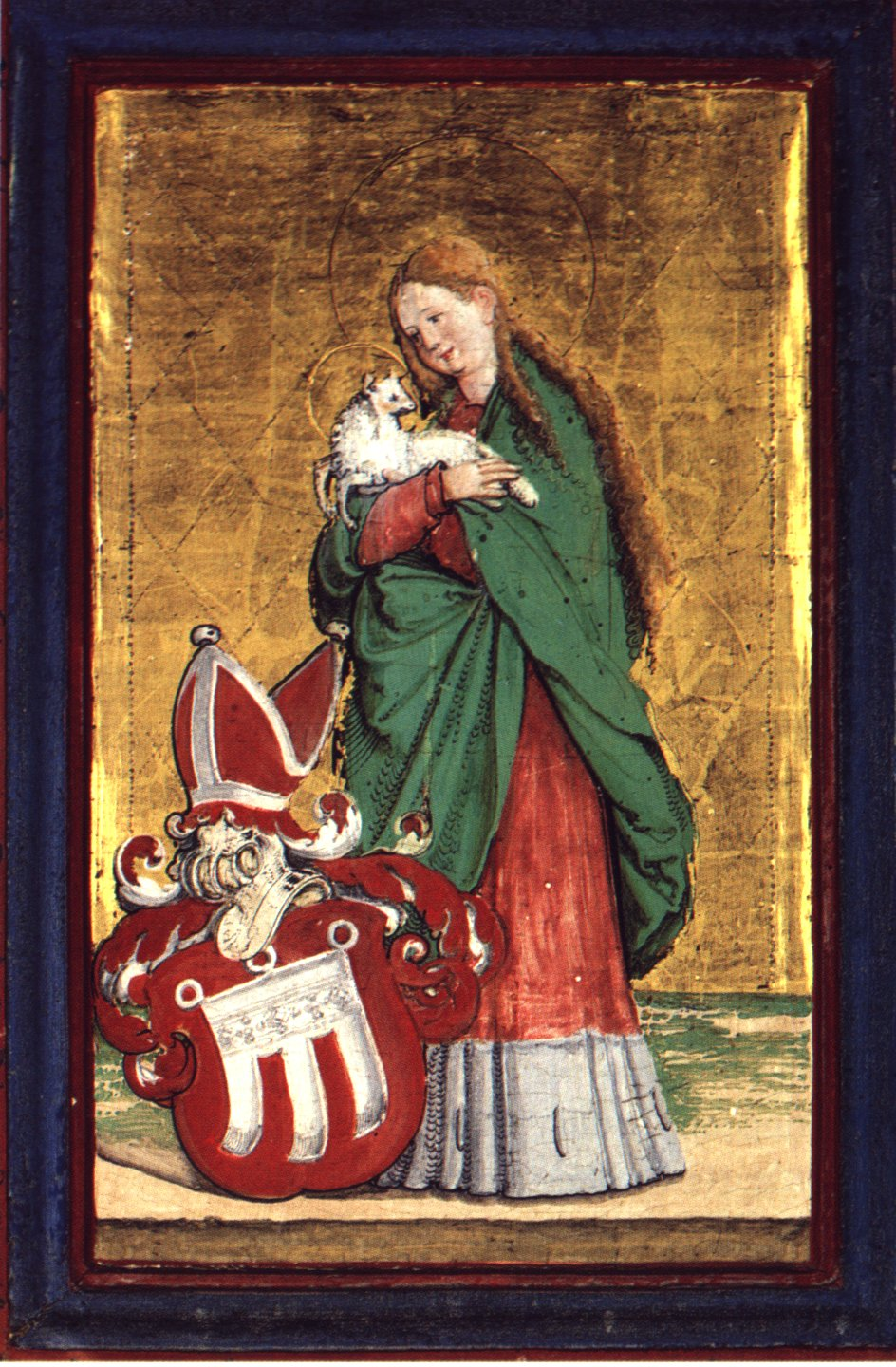
Heilige Agnes – Sigmaringer Hausaltärchen, 1531
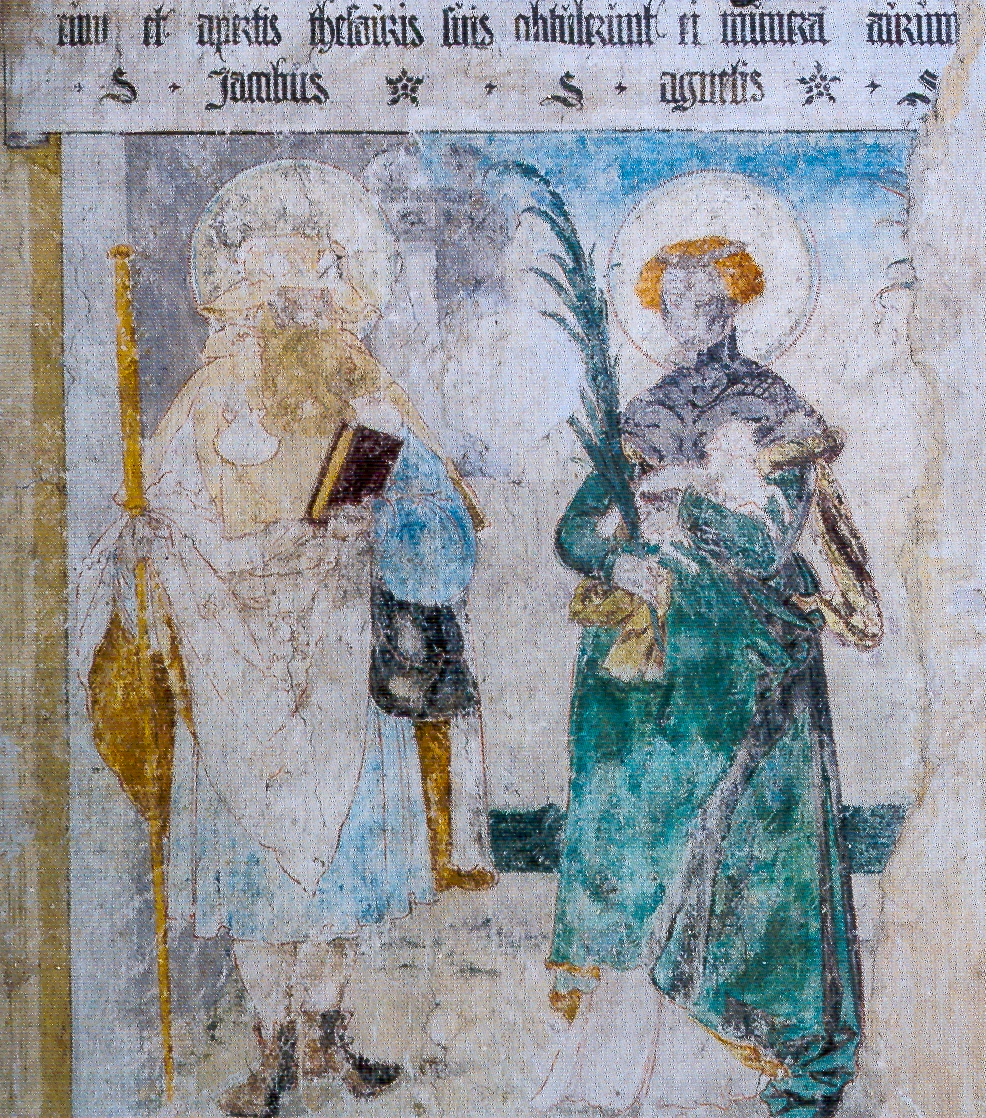
Heiligen Agnes – Wandgemälde in Heiligkreuztal
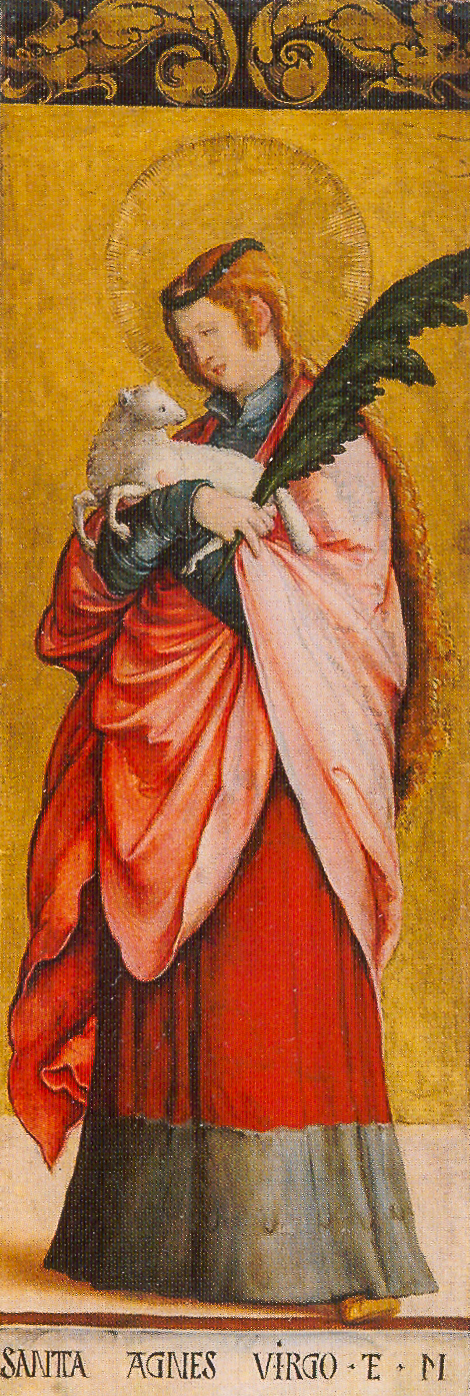
Heilige Agnes – Nebenaltäre in St. Martin 1535–1540

## Verbleib der Werke

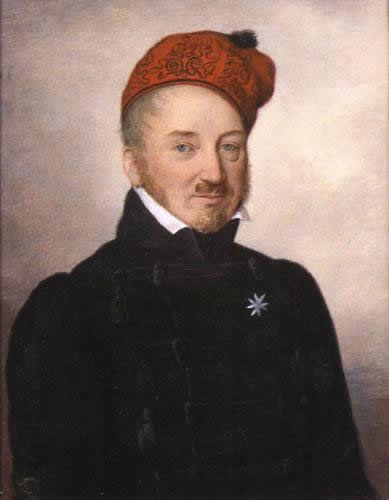
Joseph von Laßberg

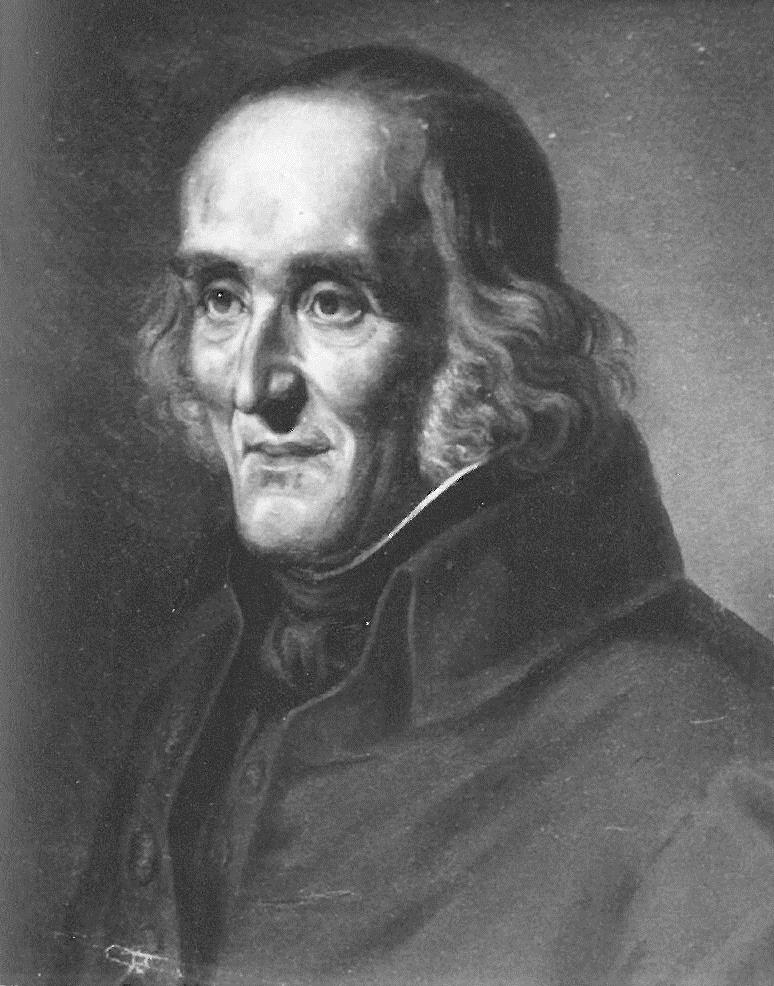
Johann Baptist von Hirscher

Bis auf den Dreikönigsaltar (und auch hier nicht mehr im ursprünglichen Zusammenhang) befindet sich kein Werk des Meisters von Meßkirch mehr an seinem originalen Standort.
Zu Beginn des 19. Jahrhunderts begannen sich Sammler für das Kulturgut zu interessieren, das im Zuge der Säkularisation enteignet worden war. Das betraf besonders auch spätmittelalterliche und frühneuzeitliche Kunst, die sich bedingt durch den Stilwandel schon nicht mehr am originalen Aufstellungsort befand, sondern oft eingelagert war, oder ganz zweckentfremdet genutzt wurde.
Bei den Werken des Meisters von Meßkirch waren dies hauptsächlich zwei Sammler, Joseph von Laßberg und Johann Baptist von Hirscher. Von Laßberg betrieb langjährige Studien, in denen er eine oberschwäbische Abstammung der Holbein-Familie beweisen wollte, inklusive eines angeblichen Aufenthalts Holbeins bei den Grafen von Zimmern. Von Laßberg schrieb die von ihm gefundenen Werke des Meisters von Meßkirch zeitlebens Hans Holbein zu. Daneben waren die Tafelbilder für Laßberg Tauschobjekte, um damit Handschriften zu erwerben, so zum Beispiel die Sankt Galler Versuchungsretabel WD und Abendmahlsretabel WD im Tausch mit Bischof Carl Johann Greith aus dessen Bibliothek noch in den 1850er Jahren. Oder als Geschenke und Täusche unter Freunden und Verwandten, wie den Der Heilige Werner WD für Werner von Haxthausen.
Johann Baptist von Hirscher war Theologe. In seinen Schriften finden sich keine zu kunstgeschichtlichen Themen. Und dennoch stellen die 250 Gemälde und Schnitzwerke, die sich aus den Unterlagen über die Verkäufe aus seiner Sammlung rekonstruieren lassen, eines der geschlossensten Ensembles spätmittelalterlicher Kunst dar, die ein Privatsammler in Süddeutschland jemals zusammengetragen hat.

## Ausstellungen (Auswahl)
Von Dezember 2017 bis April 2018 zeigte die Staatsgalerie Stuttgart das Werk des Malers im Rahmen der Ausstellung Der Meister von Meßkirch. Katholische Pracht in der Reformationszeit.